# Kalendarium historii Kambodży

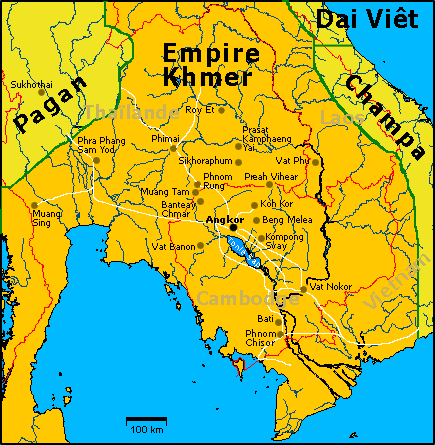
Zasięg imperium khmerskiego

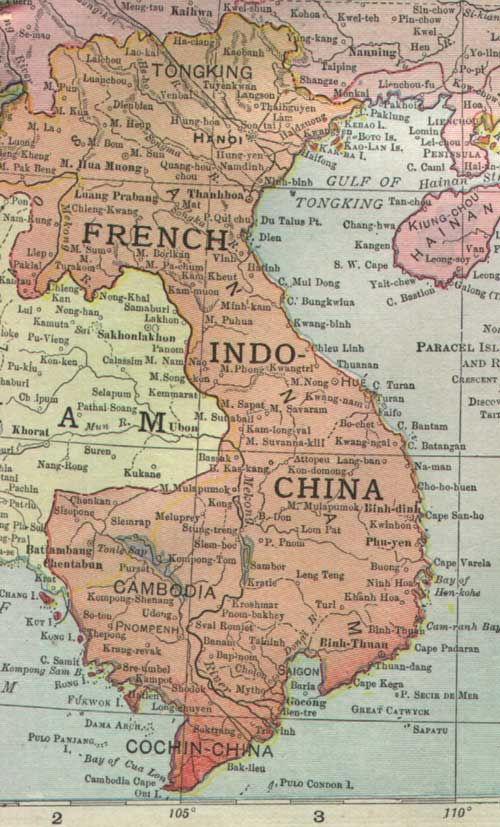
Indochiny Francuskie w 1913 r.

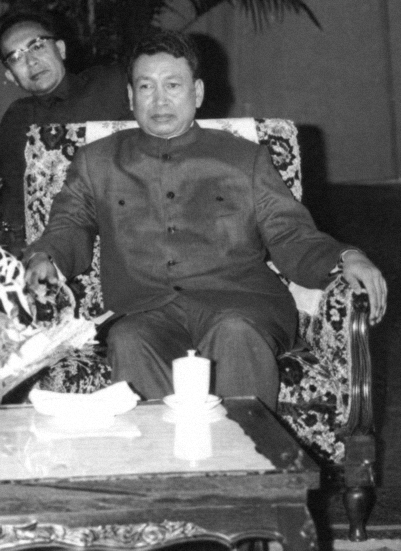
Pol Pot

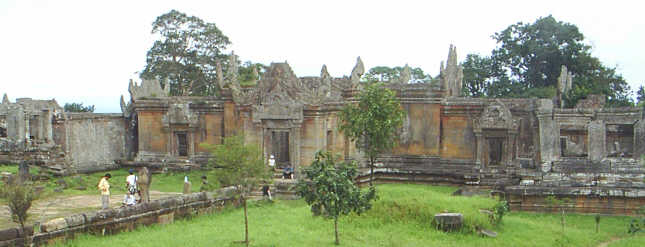
Sporna świątynia Preah Vihear

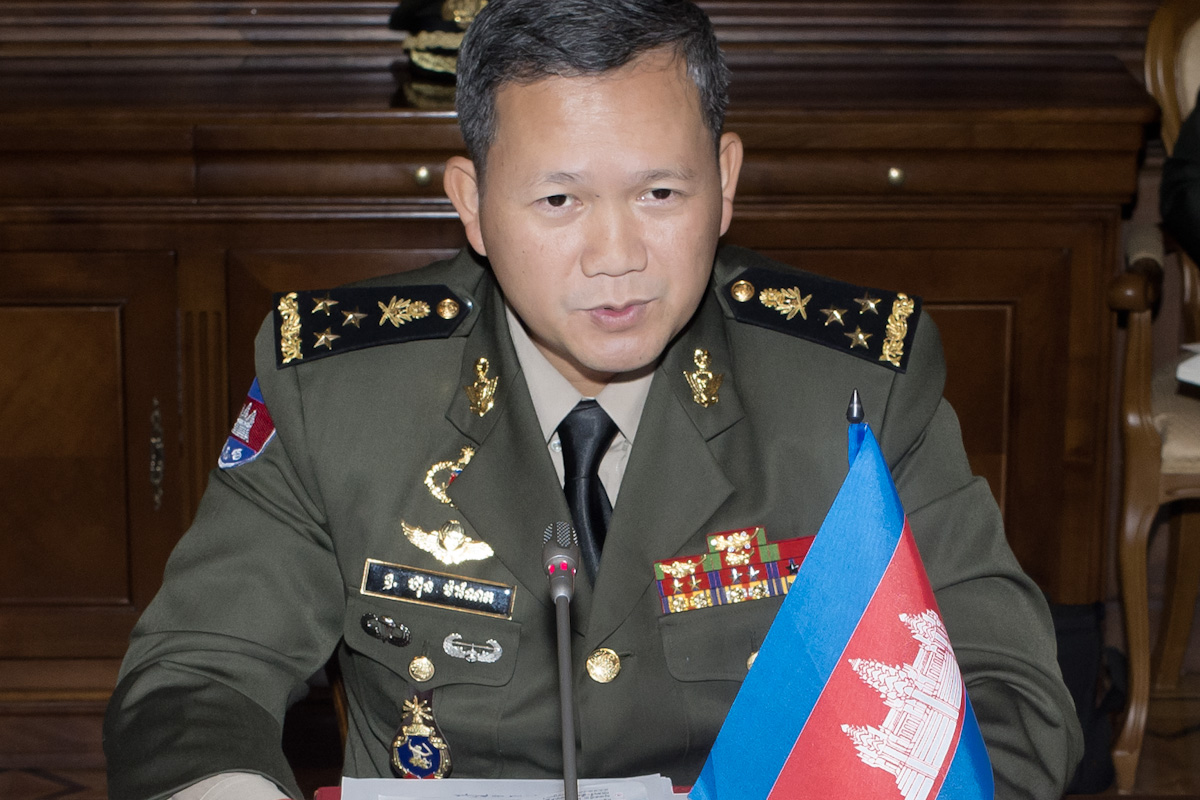
Hun Manet w 2019

Kalendarium historii Kambodży – uporządkowany chronologicznie wykaz dat i wydarzeń z historii Kambodży.
- I w. n.e. – założono państwo Funan na terenie obecnej Kambodży[1]
- VI w. – państwo Czenla podbiło państwo Funan[1]
- IX w. – powstało państwo Khmerów[1]
- I poł. XII w. – król Surjawarman II zleca budowę Angkor Wat[2]
- 1181-1218 – panowanie Dżajawarmana VII, szczyt potęgi państwa Khmerów[2]
- XIII w. – imperium Khmerów zaczęło upadać[1]
- 1432 – Tajowie zdobyli Angkor, imperium Khmerów przeniosło stolicę z Angkor do Phnom Penh[1]
- XVI w. – pierwsi Europejczycy dotarli do obecnej Kambodży[1]
- 1884 – Francja uznała Kambodżę za swoją kolonię[1]
- 1887 – Kambodżę włączono do Indochin Francuskich[1]
- 1941–1945 – okupacja japońska[1]
- 1945–1946 – okupacja przez Tajlandię[1]
- 1949 – Francja przyznała Kambodży niepodległość w ramach Unii Francuskiej[1]
- 1955 – Kambodża wystąpiła z Unii Francuskiej i została członkiem ONZ[1]
- 1970 – w wyniku zamachu stanu przeprowadzonego przez gen. Lon Nola obalono księcia Sihanouka. Wkrótce potem Sihanouk założył Zjednoczony Front Narodowy Kambodży (FUNK). Wybuch wojny domowej[1]
- 1975 – oddziały FUNK zdobyły Phnom Penh, władzę objęli Czerwoni Khmerowie (na czele z Pol Potem), szefem państwa został ponownie Sihanouk[1]
- 1975 – Kambodża zmieniła nazwę na Demokratyczną Kampuczę[1]
- 1976 – Czerwoni Khmerzy zmusili Sihanouka do rezygnacji ze stanowiska[1]
- grudzień 1978 – przeciwnicy Pol Pota utworzyli Zjednoczony Front Ocalenia Narodowego Kampuczy[1]
- 1979 – nazwę państwa zamieniono na Ludową Republikę Kampuczy[1]
- 1987 – po raz pierwszy przeprowadzono spotkanie Sihanouka z premierem rządu w Phnom Penh Hun Senem[1]
- kwiecień 1989 – nazwę państwa zamieniono na Kambodżę[1]
- sierpień 1989 – w Paryżu zwołano konferencję w sprawie Kambodży[1]
- październik 1991 – na konferencji paryskiej uzgodniono powołanie Najwyższej Rady Narodowej pod przewodnictwem księcia Sihanouka[1]
- maj 1993 – pod nadzorem ONZ przeprowadzono wybory parlamentarne, zbojkotowane przez Czerwonych Khmerów[1]
- listopad 1993 – przywrócono monarchię[1]
- 1997 – Hun Sen odsunął od władzy partię monarchistów[1]
- 2001 – Zgromadzenie Narodowe i Senat zatwierdziły ustawę o powołaniu trybunału do osądzenia zbrodni Czerwonych Khmerów[1]
- 2003 – w wyborach parlamentarnych wygrała ponownie Kambodżańska Partia Ludowa[1]
- 2004 – Norodon Sihanouk abdykował. Władzę po nim objął jego syn Norodom Sihamoni[1]
- 2008 – w wyborach parlamentarnych zwyciężyła Kambodżańska Partia Ludowa, choć w opinii zewnętrznych komentatorów, głosowanie nie było w pełni uczciwe[3].
- lipiec 2010 – na karę 35-letniego więzienia skazano Kaing Guek Eava, naczelnika więzienia Tuol Sleng (wyrok później skrócono, a następnie zamieniono na dożywocie)[4][5]
- 2011 – wybuchły walki na granicy z Tajlandią, o sporną świątynie Preah Vihear. W tym samym roku podpisano zawieszenie broni, potwierdzające status quo[6][7].
- 2012 – w pekińskim szpitalu zmarł były król Norodon Sihanouk[8].
- 2013 – w wyborach parlamentarnych po raz kolejny wygrała Kambodżańska Partia Ludowa, choć według opozycji w trakcie głosowania doszło do najpoważniejszych w historii nieprawidłowości. W związku z tym, na wschodzie kraju wybuchły protesty[9].
- 2018 – w wyborach parlamentarnych zwyciężyła Kambodżańska Partia Ludowa, zyskując wszystkie miejsca w parlamencie. Przez brak możliwości głosowania na główne partie opozycyjne, wynik wyborów był podważany[10].
- lipiec 2023 – w wyborach parlamentarnych kolejny raz zdecydowanie wygrała Kambodżańska Partia Ludowa, po tym jak wykluczono z głosowania niektóre ugrupowania opozycyjne[11].
- sierpień 2023 – wieloletniego premiera Hun Sena zastąpił na tym stanowisku jego syn, Hun Manet[12].